# Centro de Información de Recursos Naturales
El Centro de Información de Recursos Naturales, más conocido por su acrónimo; CIREN, es una institución pública tecnológica chilena, que se relaciona con el Estado por medio del Ministerio de Agricultura. Cuenta además, con personalidad jurídica y de derecho privado, y proporciona información sobre los recursos naturales y productivos del país, mediante el uso de tecnologías y aplicaciones geoespaciales.
El resultado del trabajo permite construir la base de datos más importante relacionada con información georreferenciada de suelos, recursos hídricos, climas, Información frutícola y forestal que existen en Chile, además de un completo catastro de la propiedad rural.
CIREN trabaja para asegurar la calidad en la provisión de bienes públicos y en la generación de nuevos productos y servicios de alto valor, que contribuyan a la planificación, toma de decisiones y diseño de políticas de desarrollo productivo y de ordenamiento territorial.
Sumado a ello, la institución provee información actualizada sobre el territorio y sus recursos para mitigar los posibles riesgos a los que se enfrentan, entre los que se encuentran los desastres naturales y el cambio climático. El compromiso del centro es minimizar el impacto de estos eventos, manteniendo la calidad de vida y los medios de producción.

## Historia

### Antecedentes
Tras el terremoto y tsunami de Valdivia en 1960, se dio inicio en Chile al proyecto aerofotogramétrico "OEAChileBlD", que generó una cubierta cartográfica sobre la base de mosaicos de fotografías aéreas de la zonas más afectadas entre la península de Arauco (actual región del Biobío) y la península de Taitao (actual región de Aysén). El trabajo realizado tuvo tal impacto, en términos técnicos y cartográficos, que el gobierno de la época debió crear una institución dedicada a cautelar e incrementar la información obtenida.
Así, en 1964 nació, bajo el alero de la Corporación de Fomento de la Producción (CORFO), el Instituto de Investigación de Recursos Naturales (IREN). Tras 21 años y gracias al progreso, un nuevo rol en la representación espacial y la integración de la información en el análisis territorial, el Instituto de Investigación de Recursos Naturales se convirtió en una corporación de derecho privado con un consejo directivo a la cabeza.

### Creación
Ya en el año 2004, el ahora Centro de Información de Recursos Naturales (CIREN) comenzó a tener una dependencia estratégica y técnica en el Ministerio de Agricultura con apoyo directo en el trabajo de gestión agrícola, información para la toma de decisiones y focalización de sus instrumentos. En el trabajo desarrollado, destaca la convicción del rol que tiene la representación espacial y la integración de la información en el análisis territorial para el desarrollo. Este concepto de valor acompaña las áreas de trabajo, que han permitido el progreso y la incorporación de tecnología, que se manifiesta mediante la teledetección satelital y aerotransportada en los sistemas de información geográfica y finalmente ambas centralizadas en las infraestructuras de datos espaciales.

## Misión y visión
La misión del CIREN es aportar al desarrollo de la agricultura y al uso sustentable de recursos naturales del país, entregando información oportuna y de calidad, generada a través de diferentes plataformas tecnológicas que contribuyan a la planificación, toma de decisiones y diseño de políticas de desarrollo productivo y de ordenamiento territorial.
Como visión, CIREN quiere ser un referente en la entrega de información sobre recursos naturales y que transmita confianza para la toma de decisiones, fomentando la innovación y el desarrollo sostenible.

## Productos
El CIREN tiene a su disposición diez productos;
- Cartografía e información geotemática
- Cobertura predial
- Cobertura y uso de la tierra
- Curvas de nivel
- Erosión nacional
- Estudios agrológicos
- Información agroclimática
- Informe predial
- Propiedades rurales
- Planimetría

## Servicios
El Centro de Información de Recursos Naturales posee los siguientes servicios;
- Aplicaciones móviles
- Aptitud edafoclimática
- Cartografía digital
- Centro de documentación
- Base de datos catastral de predios rurales
- Estudios de vegetación
- Línea base de recursos naturales
- Procesamiento y análisis de imágenes satelitales
- Vectorización
- Ventana predial

## Presidentes
| Titular                    | Partido | Inicio              | Final               | Presidente                 |
| -------------------------- | ------- | ------------------- | ------------------- | -------------------------- |
| Claudio Ternicier González | PDC     | 11 de marzo de 2014 | 11 de marzo de 2018 | Michelle Bachelet Jeria    |
| José Antonio Galilea       | RN      | 11 de marzo de 2018 | 11 de marzo de 2022 | Sebastián Piñera Echenique |
| Jonatan Díaz Herrera       | Ind.    | 11 de marzo de 2022 | En el cargo         | Gabriel Boric Font         |

### Redes sociales
- Centro de Información de Recursos Naturales en X (antes Twitter)
- Centro de Información de Recursos Naturales en Instagram
- Centro de Información de Recursos Naturales en Facebook
- Centro de Información de Recursos Naturales en YouTube

### Otros
- Archivos de prensa del Centro de Información de Recursos Naturales Archivado el 6 de marzo de 2021 en Wayback Machine.
- Biblioteca Digital del Centro de Información de Recursos Naturales

- Datos: Q106369455